# Pistolet maszynowy Benelli CB-M2
Benelli CB-M2 – włoski pistolet maszynowy strzelający nietypową amunicją 9 mm AUPO. Nieprodukowany seryjnie.

## Historia
Na początku lat 80. XX wieku pracujący w firmie Bennelli Armi Bruno Civolani rozpoczął prace nad niekonwencjonalnym pistoletem maszynowym. Najbardziej nietypowym rozwiązaniem było zastosowanie amunicji 9 mm AUPO. Pociski tego naboju miały przedłużony do tyłu płaszcz zamknięty zatyczka ze spalającego się tworzywa sztucznego. Utworzona w ten sposób komora mieściła ładunek miotający. Ładunek materiału inicjującego mieścił się w przedniej części tej komory. Po uderzeniu iglicy w boczną część naboju następował zapłon ładunku inicjującego, a następnie prochowego. Po przepaleniu znajdującej się z tyłu pocisku zatyczki cały nabój opuszczał lufę pod ciśnieniem gazów prochowych. Po opuszczeniu lufy przednia cześć naboju oddzielała się od tulei pełniącej rolę łuski. Zastosowane rozwiązanie jest pośrednie pomiędzy amunicją bezłuskową, w której ładunek miotający jest pozbawiony łuski, a konwencjonalną z łuską metalową. Benelli CB-M2 nie wzbudził większego zainteresowania potencjalnych nabywców i w związku z tym nie trafił do produkcji seryjnej.

## Opis
Benelli CB-M2 był bronią samoczynno-samopowtarzalną. Zasada działania automatyki opierała się na odrzucie zamka swobodnego. CB-M2 strzelał z zamka otwartego. Zamek broni miał z przodu cylindryczny dosyłacz, który po dosłaniu naboju uszczelniał od tyłu lufę, a komora nabojowa była osadzona znacznie głębiej niż w broni zasilanej klasyczną amunicją scaloną. Mechanizm uderzeniowy z iglicą prostopadłą do lufy. Mechanizm spustowy umożliwiał strzelanie ogniem pojedynczym i seriami. Magazynek dwurzędowy, dołączany od dołu broni. Za gniazdem magazynka znajdowało się okno wyrzutowe, którym usuwano naboje (np. niewypały). Komora zamkowa CB-M2 była wykonana z polimeru, składana na wierzch kolba była metalowa. Przyrządy celownicze mechaniczne.